# Quyền LGBT ở Palau
Quyền đồng tính nữ, đồng tính nam, song tính và chuyển giới (tiếng Palau: ???; tiếng Anh: lesbian, gay, bisexual and transgender) ở Palau phải đối mặt với những thách thức pháp lý mà những người không phải LGBT không gặp phải. Hoạt động tình dục đồng giới đã được hợp pháp trong Palau kể từ ngày 23 tháng 7 năm 2014, khi Bộ luật hình sự hiện hành có hiệu lực, nhưng các hộ gia đình do các cặp đồng giới đứng đầu không đủ điều kiện cho các biện pháp bảo vệ pháp lý tương tự dành cho các cặp vợ chồng khác giới. Hôn nhân đồng giới bị cấm theo hiến pháp và không có luật chống phân biệt đối xử liên quan đến khuynh hướng tình dục và bản dạng giới.
Năm 2011, Palau đã ký "tuyên bố chung về chấm dứt các hành vi bạo lực và vi phạm nhân quyền liên quan dựa trên xu hướng tính dục và bản dạng giới" ở Liên hợp quốc, lên án bạo lực và phân biệt đối xử với người LGBT.

## Bảng tóm tắt
| Hoạt động tình dục đồng giới hợp pháp                                                                                       | (Từ năm 2014)               |
| Độ tuổi đồng ý | (Từ năm 2014)               |
| Luật chống phân biệt đối xử chỉ trong việc làm                                                                              | No                          |
| Luật chống phân biệt đối xử trong việc cung cấp hàng hóa và dịch vụ                                                         | No                          |
| Luật chống phân biệt đối xử trong tất cả các lĩnh vực khác (Bao gồm phân biệt đối xử gián tiếp, ngôn từ kích động thù địch) | No                          |
| Hôn nhân đồng giới | (Hiến pháp cấm từ năm 2008) |
| Công nhận các cặp đồng giới                                                                                                 | No                          |
| Con nuôi của các cặp vợ chồng đồng giới                                                                                     | No                          |
| Con nuôi chung của các cặp đồng giới                                                                                        | No                          |
| Người LGBT được phép phục vụ công khai trong quân đội                                                                       | Không có quân đội           |
| Quyền thay đổi giới tính hợp pháp                                                                                           | No                          |
| Truy cập IVF cho đồng tính nữ                                                                                               | No                          |
| Manh thai hộ thương mại cho các cặp đồng tính nam                                                                           | No                          |
| NQHN được phép hiến máu | No                          |